# (7860) Zahnle
(7860) Zahnle est un astéroïde de la ceinture principale.

## Description
(7860) Zahnle est un astéroïde de la ceinture principale. Il fut découvert le 6 août 1980 à la station Anderson Mesa par Edward L. G. Bowell. Il présente une orbite caractérisée par un demi-grand axe de 2,26 UA, une excentricité de 0,16 et une inclinaison de 8,3° par rapport à l'écliptique.

## Compléments